# Voigtsbrügge
Voigtsbrügge ist ein bewohnter Gemeindeteil von Breddin des Amtes Neustadt (Dosse) im Landkreis Ostprignitz-Ruppin in Brandenburg.

## Geographie
Der Ort liegt fünf Kilometer südsüdöstlich von Breddin auf der Gemarkung von Sophiendorf. Die Nachbarorte sind Sophiendorf im Norden, Lohm im Nordosten, Helenenhof und Joachimshof im Südosten, Damerow und Klein Damerow im Südwesten, Waldfrieden im Westen sowie Kümmernitz, Breddin-Abbau und Hörning im Nordwesten.

## Geschichte
Die Siedlung wurde im 18. Jahrhundert gegründet. Benannt wurde der Ort nach einer Brücke über die Jäglitz, die bereits im Jahr 1284 unter dem Namen Vogedesbrugge bekannt war. Schon zu 1805 liegt eine Festlegung des allgemeinen Wertes aus einer amtlichen preußischen Statistik vor, 63.723 Reichsthaler. Voigtsbrügge galt als adeliges Vorwerk, das zu jener Zeit schon zum Besitz der altmärkischen Uradelsfamilie von Kröcher gehörte, aber vormals, um 1736, nicht in deren Erbschaftsaufteilungen zu den Nebengütern des Adelsgeschlechts Erwähnung findet.
Ausgangs der 19. Jahrhundert wird das ehemalige Vorwerk im Generaladressbuch der brandenburgischen Rittergutsbesitzer mit Jochenshof als konventionelles Rittergut geführt, in einer Gesamtgröße von 1216 ha Land. Darin enthalten waren 140 ha Wald. Eigentümer ist Jordan von Kröcher-Vinzelberg, der in Voigtsbrügge zeitweilig seinen Hauptwohnsitz hatte. Jordan von Kröcher (1846–1918), verheiratet Luise von Krosigk, galt als einflussreicher Grundbesitzer. Er wurde Hauptritterschaftsdirektor und war damit für die Kreditvergabe an große Land- und Forstwirtschaftsbetriebe mitverantwortlich. Des Weiteren ernannte man Kröcher zum Wirklichen Geheimen Rat. Zur Regelung der Erbfolge stiftete er für den Besitz Joachimshof-Voigtsbrügge einen Familienfideikommiss. 1914 sind dazu 1250 ha benannt, man betrieb eine intensive Viehlandwirtschaft. Der Gutsbesitzer wohnt auf seinem Hauptgut Vinzelberg in der Altmark. Bis etwa der Mitte der 1920er Jahre führte der Erbe Rabod von Kröcher (1880–1945) in Voigtsbrügge weiter. Das Gut war zum Schluss verpachtet. Verheiratet mit Freda von Rundstedt-Badingen-Schönfeld und Rechtsritter im Johanniterorden übernahm er noch ein neues Gut in der Oberlausitz. Später entschloss er sich zum Verkauf von Voigtsbrügge. Kröcher nahm 1912 am Springreiten der Olympischen Sommerspiele in Stockholm teil, gewann die Silbermedaille im Springreiten-Einzel.
Bereits vor der großen Wirtschaftskrise 1929/1930 war der adelige Güterkomplex aufgelöst und im Umfang der 1250 ha unverändert der Berliner Stadtgüter GmbH zugehörig, behielt aber formell den Status eines Rittergutes.
Am 1. Januar 1957 wurde Voigtsbrügge nach Sophiendorf eingemeindet. Seit der Auflösung der Gemeinde Sophiendorf im Juli 1973 gehört Voigtsbrügge zur Gemeinde Breddin.